# Лесів Михайло Михайлович
Миха́йло Миха́йлович Ле́сів (15 вересня 1996, Кам'янка, Львівська область — 9 лютого 2024, біля м. Авдіївка, Донецька область) — український військовослужбовець, капітан Збройних сил України, учасник російсько-української війни. Кавалер ордена «За мужність» III ступеня (2024).

## Життєпис
Михайло Лесів народився 15 вересня 1996 року в селі Кам'янці, нині Сколівської громади Стрийського району Львівської области України.
Під час повномасштабного російського вторгнення був командиром механізованої роти Окремої президентської бригади. Загинув 9 лютого 2024 року біля м. Авдіївки на Донеччині.
Похований 14 лютого 2024 року в рідному селі.

## Нагороди
- орден «За мужність» III ступеня (18 січня 2024) — за особисту мужність, виявлену у захисті державного суверенітету та територіальної цілісності України, самовіддане виконання військового обов'язку[1].